# Икарус ИО
Икарус ИО је хидроавион (Извиђач Обалски) произведен 1926. и 1927. године у фабрици авиона Икарус из Новог Сада, а за потребе Поморског ваздухопловства Краљевине СХС/Југославије.

## Пројектовање и развој
Након пада прототипа Извиђачког Морнаричког (ИМ) хидроавиона са мотором БМВ 260 KS 31. маја 1926. године, Икарус је одмах приступио изради другог прототипа извиђачког хидроавиона са мотором Форд-Либерти L-12 снаге 400 KS, који је као и претходни конструисао инж. Јосип Микл технички директор Икаруса. Нови прототип је добио назив ИО (извиђач обални) и први пробни лет је обављен на дунаву код Новог Сада септембра месеца 1926. године. Након свестраних испитивања, авион је добио позитивну оцену и Поморско ваздухопловство је наручило прву серију од 12 примерака. Прву серију је Икарус испоручио у току 1927. године и ови авиони су добили бројне ознаке од 101 до 112. На основу примедби произашлих из оперативног коришћења ових авиона, извршене су одређене модификације па је ПВ крајем 1928. године извршило поруџбину још 24 примерака модификованих ИО авиона. Авиони ИО друге серије добили су нумеричке ознаке 113 до 136. Паралелно са израдом друге серије хидроавиона Икарус ИО направљен је прототип ИО авиона са мотором Лорен (класична конверзија). Ознаке подтипова ових авиона су биле према уграђеним моторима:
- ИО/Ли - Извиђач обалски хидроавион са мотором Либрерти Л-12 400 KS, (36 примерака + 1 прототип изграђених 1927. и 1928. године),
- ИО/Ло - Извиђач обалски хидроавион са мотором Лорен-Дитрих 12Еб 450 KS, (1 примерак - прототип конверзија 1929. године),
- ИО/Ре - Извиђач обалски хидроавион са мотором Рено 12Ке 500 KS, (1 примерак - прототип 1930. године Бр.137),
- ИО/Ло - Извиђач обалски хидроавион са мотором Лорен-Дитрих 12Дб 400 KS, (20 примерака - конверзија 1934. године).

### Технички опис
Икарус ИО спада у класу хидроавиона са централним чамцем, потпуно је дрвене конструкције. Био је двокрилац, крила су му дрвене конструкције, заобљена на крајевима и пресвучена платном. На доњем крилу испод упорница налазе се уграђени помоћни пловци који повећавају стабилност пловидбе. Од метала су му направљене упорнице, затезачи и метална конструкција носача мотора (балдахин). Авион је погонио водом хлађени мотор Форд-Либерти Л-12 (Liberty L-12), 12-то цилиндрични линијски мотор V распореда цилиндра у два реда, који су међусобно заклапали угао од 45°, снаге 400 KS, и дрвена потисна елиса фиксног корака. Имао је три члана посаде, извиђач и пилот су седели паралелно један поред другог а нишанџија је седео испред њих у турели. Хидроавиони ИО су били стандардно обојени светло сивом бојом. Авион је поред обалског извиђања имао и функцију лаког бомбардера могао је да понесе око 250 kg. убојитог терета и био је наоружан једним митраљезом Дарне 7,7 mm на окретници у предњој турели.

## Оперативно коришћење
Авион Икарус ИО је коришћен у Ратној морнарици Краљевине СХС/Југославије као обални извиђач и лаки бомбардер. Служба му је почела 1927. и трајала до пред сам рат 1941. године. Авиони су били распоређени и службовали у базама Дивуље, Водице и Кумбор. У почетку коришћења овог авиона се догодио релативно велики број удеса тј. већ 1932. године, број ових авиона је са почетних 37 пао на 29 коришћених примерака. Због интензивног коришћења 1933. године су истекли ресурси већине мотора Либерти па је 1934. године извршена замена Либерти мотора, моторима Лорен-Дитрих, што је омогућило даљу употребу ових авиона. У јануару месецу 1941. године у саставу Поморског Ваздухопловства било је 4 авиона овог типа од којих су два била исправна. У току ратних операција априла 1941. ови авиони нису коришћени, њихову функцију су преузели модернији авиони Рогожарски СИМ-XIV-Х и Рогожарски СИМ-XIVБ–Х.

## Земље које су користиле овај авион
| - Југославија |